# Orphen : L'Héritier des sorciers
Orphen : L'Hériter des sorciers (Sorcerous Stabber Orphen) est un jeu vidéo de type action-RPG développé par Shade et sorti en 2000 sur PlayStation 2.

## Accueil
- Jeuxvideo.com : 16/20[1]